# Evolução do serviço móvel celular
A telefonia móvel substitui a linha física do telefone por um enlace de rádio, libertando-o do par de fios que o conecta à rede de cabos telefônicos.
As primeiras tentativas, na década de 50, possibilitavam o telefone em um automóvel: eram equipamentos complexos, de tamanho e consumo exagerados, que requeriam adaptações no veículo para o equipamento de rádio e baterias adicionais. Nessa época, ainda se fazia uso dos semicondutores, assim os equipamentos utilizavam válvulas com lógica muito limitada, resumindo-se em radiotransmissores móveis que, através de sinais fora da faixa ou FSK, discavam e acessavam a rede de telefonia fixa.
Essas primeiras estações móveis dispunham de um conjunto de canais e operavam em alta potência. A rede possuía um número reduzido de antenas, com baixíssima capacidade de terminais se comparado aos sistemas atuais (telefonia móvel digital), e com uso ineficiente da faixa de frequências.
Nos anos 60 foram instalados sistemas móveis para atender às demandas de vários ramos de atividades. 
Nos anos 70 aconteceram avanços fundamentais graças à disponibilidade de semicondutores e centrais de tecnologia digital, dando origem ao conceito de Telefonia Celular.
Várias questões técnicas e operacionais que precisavam de novas soluções para atender à mobilidade do terminal foram evidenciadas nas experiências com os sistemas pioneiros, entre elas:
1. propagação das ondas de rádio face ao relevo e cobertura do solo;
2. limite até o qual o telefone móvel seria alcançável;
3. interferência entre canais;
4. uso eficiente das limitadas faixas de frequência;
5. identificação dos terminais (numeração);
6. dimensão da rede móvel (capacidade máxima de terminais);
7. densidade variável dos telefones móveis de acordo com a hora do dia nos vários pontos da área.